# Eichelsee (Gaukönigshofen)

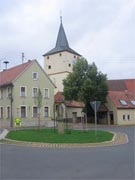
Marienplatz

Eichelsee (historisch Eichelsheim) ist ein Gemeindeteil der Gemeinde Gaukönigshofen im Landkreis Würzburg (Unterfranken, Bayern) und hat 315 Einwohner (Stand: 2010) und eine Fläche von 403 Hektar. Es ist eines der Dörfer des Ochsenfurter Gaues.

## Geschichte
Das Pfarrdorf Eichelsee liegt in einer sanften Mulde am Laufe des Thierbachs im fruchtbaren Ochsenfurter Gau. Alte Ortsnamen waren Eslichsheim, Eschlichesheim, Eicholuesheim und Eigelsheim (noch 1748). Der Ortsname ist weder von einer Eiche noch von einem See abgeleitet. In Eichel klingt vielmehr ein fränkischer Eigenname nach, während see nur die mundartliche Schreibweise für heim ist.
Die erste schriftliche Erwähnung datiert aus dem Jahre 1101, als ein Adelold Güter in Eicholuesheim dem Kloster Sankt Peter in Würzburg schenkte.
Bereits 1234 war das Stift Haug zu Würzburg in Eichelsee begütert. Der Propst von Stift Haug blieb Dorfherr bis 1803.
Von 1814 bis 1862 gehörte Eichelsee zum Landgericht Ochsenfurt, von 1862 bis 1972 zum Landkreis Ochsenfurt. Am 1. April 1975 wurde die politische Gemeinde aufgelöst und in die Gemeinde Gaukönigshofen eingegliedert.
Jahrhundertelang bestimmte die Landwirtschaft das Leben im Dorf. Dies änderte sich erst nach dem Zweiten Weltkrieg. Heute werden von den 23 landwirtschaftlichen Anwesen nur noch etwa ein Viertel als Vollerwerbsbetriebe geführt. Der weitaus größte Teil der Einwohner sind Arbeitnehmer.

## Veranstaltungen
Jedes Jahr zum 1. Mai findet auf dem Dorfplatz die traditionelle Maifeier statt. Sie wird von den Thierbach-Musikanten Eichelsee musikalisch umrahmt und es werden fränkische Volkstänze vorgeführt.

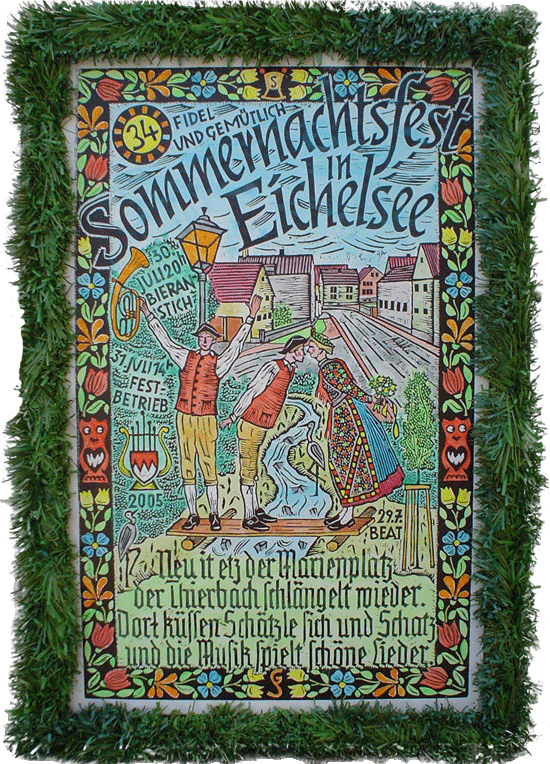
Festplakat des 34. Sommernachtsfestes

Am letzten Wochenende im Juli findet jedes Jahr das Sommernachtsfest statt. Eine Besonderheit sind die Plakatbilder für dieses Fest, die als handkolorierte Linolschnitte hergestellt werden. Bisher wurden 40 solcher Plakatbilder gefertigt. Ideengeber und Plakatgestalter ist seit 1970 Gerhard Schwarz.
In der Weihnachtszeit lädt die Jugend Eichelsee jährlich zum Laientheater ein. Hierbei spielen die Jugendlichen üblicherweise ein heiteres Lustspiel. Das Eichelseer Theater lockt seit dem Erstauftritt im Jahr 1956 viele Besucher aus der Umgebung an.
2006 fand vom 28. bis 31. Juli das 125-jährige Jubiläum der Freiwilligen Feuerwehr Eichelsee statt.